# Wereldbeker voetbal 1962
De Wereldbeker van 1962 werd gespeeld tussen het Portugese SL Benfica en het Braziliaanse Santos FC. De Zuid-Amerikanen wisten als eerste beide wedstrijden van de wereldbeker te winnen. Santos won in eigen land met 3-2 en versloeg Benfica in Lissabon met 2-5. Voor stervoetballer Pelé was het zijn eerste van twee opeenvolgende wereldbekers met Santos. In de heenwedstrijd scoorde hij een hattrick.

## Wedstrijddetails
|                   |                            |       |                  |                                                                                         |
| 19 september 1962 | Santos                     | 3 – 2 | Benfica          | Maracanã, Rio de Janeiro Toeschouwers: ±90.000 Scheidsrechter: Rubén Cabrera (Paraguay) |
| 19 september 1962 | Pelé 31', 85' Coutinho 64' |       | 58', 87' Santana | Maracanã, Rio de Janeiro Toeschouwers: ±90.000 Scheidsrechter: Rubén Cabrera (Paraguay) |

| Santos | Benfica |

| Santos FC: |    |           |
|            |    |           |
| GK         | 1  | Gilmar    |
| DF         | 2  | Lima      |
| DF         | 3  | Mauro     |
| DF         | 4  | Calvet    |
| MF         | 5  | Dalmo     |
| MF         | 6  | Mengálvio |
| FW         | 7  | Zito      |
| FW         | 8  | Dorval    |
| FW         | 9  | Coutinho  |
| FW         | 10 | Pelé      |
| FW         | 11 | Pepe      |
| Coach:     |    |           |
| Lula       |    |           |

| Benfica:       |    |                             |
|                |    |                             |
| GK             | 1  | José Rita                   |
| DF             | 2  | Ângelo Martins              |
| DF             | 3  | Humberto da Silva Fernandes |
| DF             | 4  | Raúl                        |
| MF             | 5  | Fernando Cruz               |
| MF             | 6  | António Simões              |
| FW             | 7  | José Augusto                |
| FW             | 8  | Joaquim Santana             |
| FW             | 9  | Eusébio                     |
| FW             | 10 | Mário Coluna                |
| FW             | 11 | Domiciano Cavém             |
| Coach:         |    |                             |
| Fernando Riera |    |                             |

|                 |                         |       |                                          |                                                                                             |
| 11 oktober 1962 | Benfica                 | 2 – 5 | Santos                                   | Estádio da Luz, Lissabon Toeschouwers: ± 70.000 Scheidsrechter: Pierre Schwinte (Frankrijk) |
| 11 oktober 1962 | Eusébio 85' Santana 89' |       | 15', 25', 64' Pelé 48' Coutinho 77' Pepe | Estádio da Luz, Lissabon Toeschouwers: ± 70.000 Scheidsrechter: Pierre Schwinte (Frankrijk) |

| Benfica | Santos |

| Benfica:       |    |                          |
|                |    |                          |
| GK             | 1  | Alberto da Costa Pereira |
| DF             | 2  | Jacinto                  |
| DF             | 3  | Germano                  |
| DF             | 4  | Raúl                     |
| MF             | 5  | Fernando Cruz            |
| FW             | 6  | António Simões           |
| MF             | 7  | José Augusto             |
| FW             | 8  | Joaquim Santana          |
| FW             | 9  | Eusébio                  |
| FW             | 10 | Mário Coluna             |
| FW             | 11 | Domiciano Cavém          |
| Coach:         |    |                          |
| Fernando Riera |    |                          |

| Santos FC: |    |          |
|            |    |          |
| GK         | 1  | Gilmar   |
| DF         | 2  | Olavo    |
| DF         | 3  | Mauro    |
| DF         | 4  | Calvet   |
| MF         | 5  | Dalmo    |
| MF         | 6  | Lima     |
| FW         | 7  | Zito     |
| FW         | 8  | Dorval   |
| FW         | 9  | Coutinho |
| FW         | 10 | Pelé     |
| FW         | 11 | Pepe     |
| Coach:     |    |          |
| Lula       |    |          |

| Winnaar Wereldbeker voetbal 1962         |
| ---------------------------------------- |
| Santos 1e titel (1e keer wereldkampioen) |

1960 · 1961 · 1962 · 1963 · 1964 · 1965 · 1966 · 1967 · 1968 · 1969 · 1970 · 1971 · 1972 · 1973 · 1974 · 1975 · 1976 · 1977 · 1978 · 1979 · 1980 · 1981 · 1982 · 1983 · 1984 · 1985 · 1986 · 1987 · 1988 · 1989 · 1990 · 1991 · 1992 · 1993 · 1994 · 1995 · 1996 · 1997 · 1998 · 1999 · 2000 · 2001 · 2002 · 2003 · 2004